# Аль-Аша
Абу́ Баси́р Майму́н ибн Кайс аль-Бакри́, более известный как аль-А’ша́ (араб. اَلأَعْشَى‎ —  «подслеповатый»‎; 570 — 629) — арабский поэт VII века.

## Биография
Поэт родился в 570 году в Манфухе, в Аравии, много странствовал по Аравийскому полуострову, зарабатывая на жизнь стихами. Будучи поэтом доисламской культуры, Аша не принял ислам, хотя создал касыду, прославляющую Мухаммеда. В Хире был близок с несторианами. Является основоположником и одним из лучших представителей древнеаравийской «винной» поэзии. Одна из его касыд иногда включается в сборник семи лучших поэтических произведений раннеарабской литературы (муаллакат). Умер около 629 года.
В арабской традиции считается олицетворением гедонизма, в этом качестве появляется в «Послании о прощении» аль-Маарри.